# Pigeonnier de Pondres
Pour les articles homonymes, voir Pondres.
Le pigeonnier de Pondres est un pigeonnier situé à Villevieille, en France.

## Localisation
Le pigeonnier est situé sur la commune de Villevieille, dans le département français du Gard.

## Historique
L'édifice est inscrit au titre des monuments historiques en 1964.